# Mount Gilead (Carolina del Nord)
Mount Gilead és una població dels Estats Units a l'estat de Carolina del Nord. Segons el cens del 2000 tenia 1.389 habitants.

## Demografia
Segons el cens del 2000, Mount Gilead tenia 1.389 habitants, 502 habitatges i 367 famílies. La densitat de població era de 164 habitants per km².
Dels 502 habitatges en un 31,9% hi vivien nens de menys de 18 anys, en un 49,8% hi vivien parelles casades, en un 20,9% dones solteres, i en un 26,7% no eren unitats familiars. En el 25,1% dels habitatges hi vivien persones soles el 13,9% de les quals corresponia a persones de 65 anys o més que vivien soles. El nombre mitjà de persones vivint en cada habitatge era de 2,64 i el nombre mitjà de persones que vivien en cada família era de 3,14.
Per edats la població es repartia de la següent manera: un 26,6% tenia menys de 18 anys, un 7,1% entre 18 i 24, un 25,3% entre 25 i 44, un 22,2% de 45 a 60 i un 18,9% 65 anys o més.
L'edat mediana era de 38 anys. Per cada 100 dones de 18 o més anys hi havia 74,4 homes.
La renda mediana per habitatge era de 31.250 $ i la renda mediana per família de 36.250 $. Els homes tenien una renda mediana de 29.375 $ mentre que les dones 21.750 $. La renda per capita de la població era de 16.236 $. Entorn del 15,6% de les famílies i el 18,3% de la població estaven per davall del llindar de pobresa.

## Poblacions més properes
El següent diagrama mostra les poblacions més properes.